# Yacouba Sylla
Yacouba Sylla (Étampes, 29 de novembro de 1990) é um futebolista profissional malinês que atua como meio-campo. Atualmente joga no Panathinaikos emprestado pelo Rennes.

## Carreira
Yacouba Sylla representou o elenco da Seleção Malinesa de Futebol no Campeonato Africano das Nações de 2017.